# Selenicereus grandiflorus
Selenicereus grandiflorus es una especie de planta fanerógama de la familia Cactaceae.

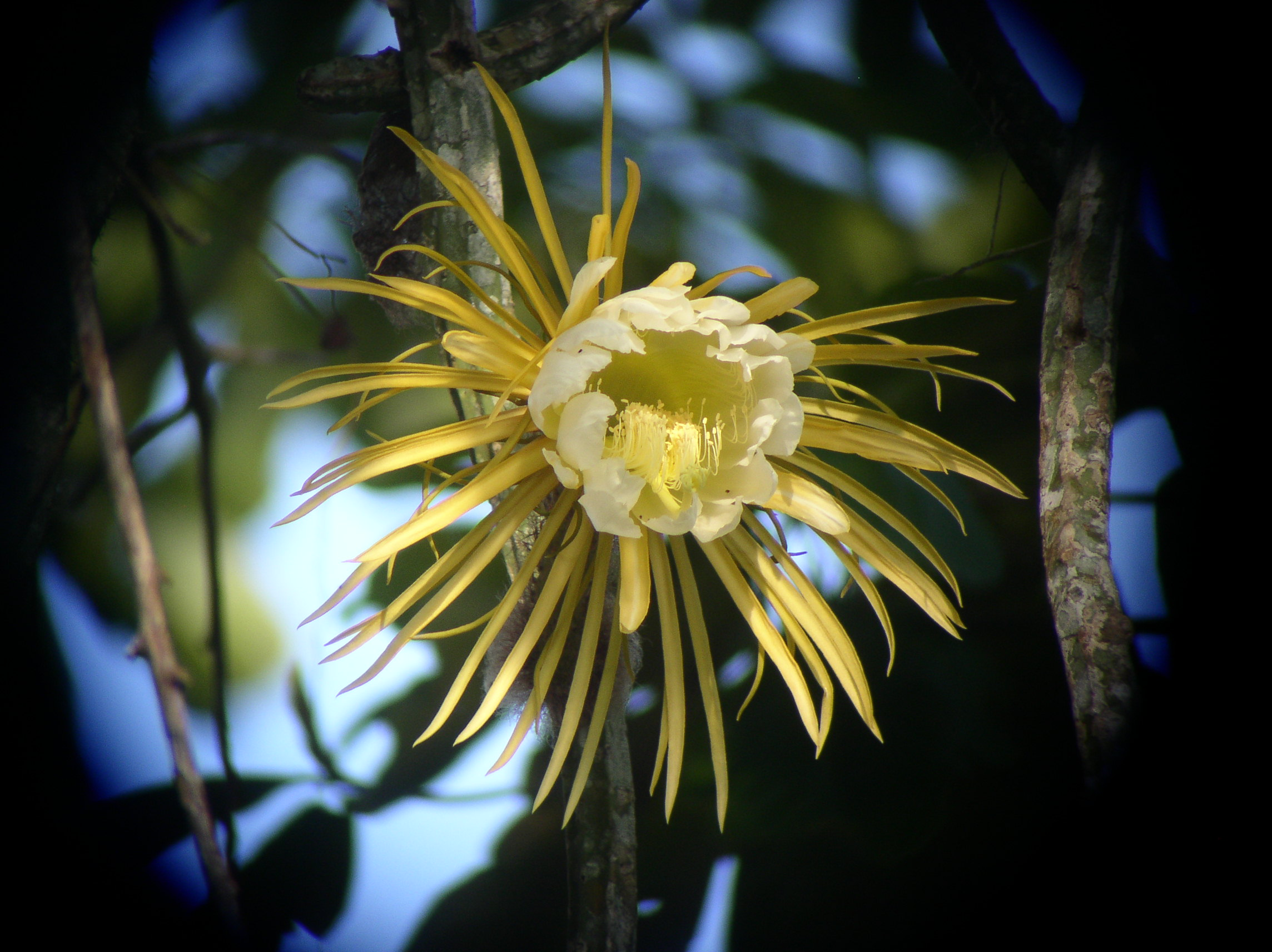
Detalle de la flor

## Historia
Es la primera especie que va a entrar en el cultivo, pero se conocía de mucho antes de la descripción de Carlos Linneo. Registros de Hortus Kewensis indican que la especie fue cultivada en el Royal Garden de Hampton Court, antes de 1700. 

## Origen y hábitat
Antillas Mayores (Cuba, Islas Caimán, Jamaica y Haití), St. Thomas, México, Guatemala, Belice, Honduras, Nicaragua y algunos otros lugares de América del Sur y Centroamérica. Entremetida en los árboles y en las rocas hasta alturas de 700 m s. n. m.

## Descripción
Es una planta perenne carnosa expansivo con las hojas armadas de espinos, de color verde y con las flores de color blanco.

## Propiedades
Principios activos: contiene cactina (hordenina), cacticina, narcisina, grandiflorina, hiperósido, rutósido, rutinósidos.
Indicaciones: La cactina tiene una acción pseudo-digitálica sin riesgo de acumulación, por lo que se usó como cardiotónico. Antiguamente usado en el tratamiento de la angina de pecho, coronaritis, palpitaciones, insuficiencia cardíaca congestiva.
Contraindicado con otras medicaciones cardiotónicas, quinidina, laxantes antraquinónicos, diuréticos tiazídicos (por la posible potenciación del efecto cardiotónico). Se recomienda evitar su uso y recurrir a digitálicos estandarizados.

## Taxonomía
La especie fue descrita iniciamente como Cactus grandiflorus por Carlos Linneo y publicado en Species Plantarum 1: 467, en 1753, actualmente es tanto un sinónimo como el basónimo de esta; y ulteriormente sería transferida al género Selenicereus por Nathaniel Lord Britton y Joseph Nelson Rose en Contributions from the United States National Herbarium 12(10): 430, en 1909.

#### Etimología
Ver: Selenicereus
grandiflorus: epíteto latino que significa "con flores grandes". Cuando Carlos Linneo describió este cactus, era el más grande de especies de cactus conocido. Paradójicamente, son moderados en comparación con otras especies de Selenicereus.

#### Subsespecies
Comprende 4 subespecies aceptadas:
- Selenicereus grandiflorus subsp. donkelaarii (Salm-Dyck) Ralf Bauer, 2003
- Selenicereus grandiflorus subsp. grandiflorus
- Selenicereus grandiflorus subsp. hondurensis (K.Schum. ex Weing.) Ralf Bauer, 2003
- Selenicereus grandiflorus subsp. lautneri Ralf Bauer, 2003[1]

## Nombres comunes
- Español: cirio de flor grande,[5] reina de las flores, reina gigante, cardón, gigante, organillo, reina de la noche.